# Zaleskie (obwód witebski)
Zaleskie (biał. Залеські, Zaleśki; ros. Залеськи, Zaleśki) – wieś na Białorusi, w obwodzie witebskim, w rejonie głębockim, 6 km na zachód od Głębokiego. Wchodzi w skład sielsowietu Udział.
Dawniej używana nazwa – Zaleski, Zalaski.

## Historia
W 1870 roku wieś Zaleskie leżała w gminie Wierzchnie, powiecie dziśnieńskim guberni wileńskiej. Wchodziła w skład majątku Michalce należącego do Hrebnickiego.
.
W latach 1921–1945 wieś leżała w Polsce, w województwie wileńskim, w powiecie dziśnieńskim, w gminie Wierzchnie, od 1929 roku w gminie Głębokie.
Według Powszechnego Spisu Ludności z 1921 roku zamieszkiwało tu 245 osób, 240 było wyznania rzymskokatolickiego a 5 prawosławnego. Jednocześnie wszyscy mieszkańcy zadeklarowali polską przynależność narodową. Było tu 48 budynków mieszkalnych. W 1931 w 53 domach zamieszkiwało 256 osób.
Wierni należeli do parafii rzymskokatolickiej w Mosarzu i prawosławnej w miejscowości Wierzchnie. Miejscowość podlegała pod Sąd Grodzki w Głębokiem i Okręgowy w Wilnie; właściwy urząd pocztowy mieścił się w Wierzchni.
Po agresji ZSRR na Polskę w 1939 roku wieś znalazła się pod okupacją sowiecką, w granicach BSRR. W latach 1941–1944 była pod okupacją niemiecką. Następnie leżała w BSRR. Od 1991 roku w Republice Białorusi.